# James Howden
James Howden   (valor desconegut, 4 de setembre de 1934 - valor desconegut, 10 d'octubre de 1993) fou un remer australià que va competir durant la dècada de 1950.
Va estudiar a la Geelong Grammar School, on s'inicià en el rem. Continuà els seus estudis a l'Ormond College de la Universitat de Melbourne. Els seus clubs van ser el Yarra Yarra Rowing Club, el Melbourne University Boat Club i el Mercantile Rowing Club de Melbourne.
El 1956 va prendre part en els Jocs Olímpics d'Estiu de Melbourne, on guanyà la medalla de bronze en la prova del vuit amb timoner del programa de rem.
Advocat de professió, va ser nomenat jutge de la Cort del Comtat de Victoria el 1985.